# フォルクスワーゲン・SMVW
ARVWはフォルクスワーゲンが制作した実験車両である。
車両名は「省エネルギー・フォルクスワーゲン」（Spar-Mobil Volkswagen ）に由来しており、シェルが主催するエコマラソンなどに参加するために製作された。Cd値は0.15と極端に低い数値が実現されている。
エンジンは直噴式ディーゼルエンジン、空冷単気筒25.7cc。タイヤは自転車のレース用を使用する。ドライバーは軽量化のため研究開発部のスタッフである小柄な女性が務める。

## 燃費記録
1983年7月にラームスドンクスビアで行われた大会において1187km/Lの記録で優勝した。ちなみにこの時の2位の記録は697km/Lであった。
この記録は1984年7月シルバーストン・サーキットにおいてイギリス・フォードのチームが1346.3km/Lを記録し破られている。